# Fahrlehrer-Prüfungsverordnung
Die Fahrlehrer-Prüfungsverordnung (FahrlPrüfV) ist eine Verordnung des Bundes und regelt die Prüfungen zum Fahrlehrer. Nach § 1 der Verordnung richtet die nach Landesrecht zuständigen Behörde oder Stelle einen Prüfungsausschuss ein.
In der Fahrlehrer-Prüfungsverordnung wird die Zusammensetzung und Berufung des Prüfungsausschusses geregelt und der Ausschluss bestimmter Personen wegen möglicher Befangenheit bestimmt. Außerdem wird die Verschwiegenheit und Beschlussfähigkeit des Prüfungsausschusses definiert. Die Zulassung zu den Fahrlehrerprüfungen nach § 8 des Fahrlehrergesetzes, Möglichkeiten des Rücktrittes von den Prüfungen, Ordnungsverstöße sowie die Nichtöffentlichkeit sind ebenfalls in dieser Verordnung legitimiert. Gegenstand, Gliederung, Bewertungen der Prüfungen und Lehrproben sowie weitere Prüfungsmodalitäten werden hier vom Verordnungsgeber geregelt.